# Coppa della Confederazione CAF 2022-2023
La Coppa della Confederazione CAF 2022-2023 è stata la ventesima edizione della seconda più importante competizione calcistica organizzata dalla CAF. È iniziata il 9 settembre 2022 e si è conclusa il 3 giugno 2023 con il trionfo dell'USM Alger, prima squadra algerina ad affermarsi in questa competizione.

## Turni e date dei sorteggi
| Fase           | Turno            | Data sorteggio   | Andata              | Ritorno              |
| -------------- | ---------------- | ---------------- | ------------------- | -------------------- |
| Qualificazioni | Primo turno      | 9 agosto 2022    | 9-13 settembre 2022 | 16-20 settembre 2022 |
| Qualificazioni | Secondo turno    | 9 agosto 2022    | 8-9 ottobre 2022    | 14-16 ottobre 2022   |
| Qualificazioni | Play-off         | 18 ottobre 2022  | 2-4 novembre 2022   | 9 novembre 2022      |
| Fase a gironi  | 1ª giornata      | 12 dicembre 2022 | 12 febbraio 2023    | 12 febbraio 2023     |
| Fase a gironi  | 2ª giornata      | 12 dicembre 2022 | 19 febbraio 2023    | 19 febbraio 2023     |
| Fase a gironi  | 3ª giornata      | 12 dicembre 2022 | 26 febbraio 2023    | 26 febbraio 2023     |
| Fase a gironi  | 4ª giornata      | 12 dicembre 2022 | 8 marzo 2023        | 8 marzo 2023         |
| Fase a gironi  | 5ª giornata      | 12 dicembre 2022 | 19 marzo 2023       | 19 marzo 2023        |
| Fase a gironi  | 6ª giornata      | 12 dicembre 2022 | 2 aprile 2023       | 2 aprile 2023        |
| Fase finale    | Quarti di finale | Aprile 2023      | 23 aprile 2023      | 30 aprile 2023       |
| Fase finale    | Semifinali       | Aprile 2023      | 14 maggio 2023      | 21 maggio 2023       |
| Fase finale    | Finale           | Aprile 2023      | 28 maggio 2023      | 3 giugno 2023        |

## Fase preliminare

### Turno preliminare
| Squadra 1           | Totale        | Squadra 2                | Andata | Ritorno |
| ------------------- | ------------- | ------------------------ | ------ | ------- |
| Kwara Utd           | 3-0           | Douanes Niamey           | 3-0    | 0-0     |
| LISCR               | 1-3           | Gagnoa                   | 0-0    | 1-3     |
| Milo FC             | 2-4           | ASC Kara                 | 2-1    | 0-3     |
| Douanes Ouagadougou | 0-0 (1-3 dtr) | Real Bamako              | 0-0    | 0-0     |
| Hilal Alsahil       | 2-2 (gfc)     | Geita Gold               | 1-0    | 1-2     |
| Fasil Kenema        | 3-1           | Bumamuru Standard        | 3-0    | 0-1     |
| Djibouti Telecom    | 0-1           | Kigali                   | 0-0    | 0-1     |
| Al-Hilal Wau        | 2-2 (3-4 dtr) | Kipanga                  | 1-1    | 1-1     |
| Al-Akhdar           | 3-0           | Al Ahli Khartoum         | 3-0    | 0-0     |
| Mbabane Highlanders | 0-2           | Royal AM                 | 0-0    | 0-2     |
| Security Systems    | -             | Saint Éloi Lupopo        | -      | -       |
| Saint-Michel United | -             | Inter de Litoral Academy | -      | -       |
| AS Santé d’Abéché   | 1-3           | Ferroviário Beira        | 1-2    | 0-1     |
| PWD Bamenda         | 1-2           | Elgeco Plus              | 1-1    | 0-1     |
| FAR Rabat           | 2-1           | Remo Stars               | 1-1    | 1-0     |
| Ashanti Golden Boys | 2-1           | Nouakchott Kings         | 2-0    | 0-1     |
| Bul                 | 0-1           | Future                   | 0-0    | 0-1     |

### Primo turno
| Squadra 1           | Totale    | Squadra 2           | Andata | Ritorno |
| ------------------- | --------- | ------------------- | ------ | ------- |
| Kwara Utd           | 3-3 (gfc) | RS Berkane          | 3-1    | 0-2     |
| Gagnoa              | 1-0       | JS Saoura           | 1-0    | 0-0     |
| ASC Kara            | 1-4       | USM Alger           | 0-2    | 1-2     |
| Real Bamako         | 3-1       | Hearts of Oak       | 3-0    | 0-1     |
| Hilal Alsahil       | 0-9       | Pyramids            | 0-2    | 0-7     |
| Fasil Kenema        | 0-1       | Sfaxien             | 0-0    | 0-1     |
| Kigali              | 0-1       | Al-Nasr Bengasi     | 0-0    | 0-1     |
| Kipanga             | 0-7       | Club Africain       | 0-0    | 0-7     |
| Al-Akhdar           | 3-2       | Azam                | 3-0    | 0-2     |
| Royal AM            | 1-1 (gfc) | ZESCO Utd           | 0-0    | 1-1     |
| Saint Éloi Lupopo   | 2-0       | Sagrada Esperança   | 2-0    | 0-0     |
| Saint-Michel United | 1-2       | Motema Pembe        | 1-0    | 0-2     |
| Ferroviário Beira   | 2-4       | Diables Noirs       | 2-1    | 0-3     |
| Elgeco Plus         | 1-4       | Marumo Gallants     | 1-3    | 0-1     |
| FAR Rabat           | 5-0       | Ashanti Golden Boys | 4-0    | 1-0     |
| Kallon              | 0-6       | Future              | 0-2    | 0-4     |

### Play-off
Le squadre eliminate al primo turno della CAF Champions League 2022-2023 giocano l'andata in casa.
| Squadra 1          | Totale        | Squadra 2         | Andata | Ritorno |
| ------------------ | ------------- | ----------------- | ------ | ------- |
| R.C. Kadiogo       | 0-2           | Saint Éloi Lupopo | 0-1    | 0-1     |
| Royal Leopards     | 2-4           | Real Bamako       | 1-1    | 1-3     |
| TP Mazembe         | 3-0           | Royal AM          | 2-0    | 1-0     |
| Primeiro de Agosto | 2-2 (2-3 dtr) | Future            | 1-1    | 1-1     |
| ASEC Mimosas       | 5-2           | Gagnoa            | 2-0    | 3-2     |
| Djoliba            | 0-4           | FAR Rabat         | 0-0    | 0-4     |
| Al-Ahly Tripoli    | 1-3           | Marumo Gallants   | 1-0    | 0-3     |
| ASKO Kara          | 2-1           | Sfaxien           | 2-1    | 0-0     |
| Young Africans     | 1-0           | Club Africain     | 0-0    | 1-0     |
| Flambeau du Centre | 1-4           | Motema Pembe      | 0-2    | 1-2     |
| Rivers Utd         | 6-1           | Al-Nasr Bengasi   | 5-0    | 1-1     |
| Monastir           | 1-0           | RS Berkane        | 1-0    | 0-0     |
| Cape Town City     | 0-1           | USM Alger         | 0-0    | 0-1     |
| Nigelec            | 1-3           | Pyramids          | 1-0    | 0-3     |
| La Passe           | 2-6           | Diables Noirs     | 0-2    | 2-4     |
| Plateau Utd        | 4-4 (gfc)     | Al-Akhdar         | 4-1    | 0-3     |

## Fase a gironi

### Gruppo A

#### Classifica
| Pos. | Squadra           | P  | G | V | N | P | GF | GS | DR |
| ---- | ----------------- | -- | - | - | - | - | -- | -- | -- |
| 1.   | Marumo Gallants   | 12 | 6 | 4 | 0 | 2 | 12 | 10 | +2 |
| 2.   | USM Alger         | 11 | 6 | 3 | 2 | 1 | 11 | 5  | +6 |
| 3.   | Saint Éloi Lupopo | 5  | 6 | 1 | 2 | 3 | 6  | 10 | -4 |
| 4.   | Al-Akhdar         | 5  | 6 | 1 | 2 | 3 | 8  | 12 | -4 |

#### Risultati
| Squadra 1         | Risultato   | Squadra 2         |
| 1ª giornata       | 1ª giornata | 1ª giornata       |
| ----------------- | ----------- | ----------------- |
| USM Alger         | 3 - 0       | Saint Éloi Lupopo |
| Marumo Gallants   | 4 - 1       | Al-Akhdar         |
| 2ª giornata       |             |                   |
| Al-Akhdar         | 1 - 1       | USM Alger         |
| Saint Éloi Lupopo | 1 - 2       | Marumo Gallants   |
| 3ª giornata       |             |                   |
| Saint Éloi Lupopo | 1 - 0       | Al-Akhdar         |
| USM Alger         | 2 - 0       | Marumo Gallants   |
| 4ª giornata       |             |                   |
| Marumo Gallants   | 2 - 0       | USM Alger         |
| Al-Akhdar         | 1 - 1       | Saint Éloi Lupopo |
| 5ª giornata       |             |                   |
| Saint Éloi Lupopo | 1 - 1       | USM Alger         |
| Al-Akhdar         | 4 - 1       | Marumo Gallants   |
| 6ª giornata       |             |                   |
| Marumo Gallants   | 3 - 2       | Saint Éloi Lupopo |
| USM Alger         | 4 - 1       | Al-Akhdar         |

### Gruppo B

#### Classifica
| Pos. | Squadra       | P  | G | V | N | P | GF | GS | DR |
| ---- | ------------- | -- | - | - | - | - | -- | -- | -- |
| 1.   | ASEC Mimosas  | 13 | 6 | 4 | 1 | 1 | 6  | 4  | +2 |
| 2    | Rivers Utd    | 10 | 6 | 3 | 1 | 2 | 9  | 7  | +2 |
| 3.   | Diables Noirs | 6  | 6 | 1 | 3 | 2 | 5  | 5  | 0  |
| 4.   | Motema Pembe  | 3  | 6 | 0 | 3 | 3 | 2  | 6  | -4 |

#### Risultati
| Squadra 1     | Risultato   | Squadra 2     |
| 1ª giornata   | 1ª giornata | 1ª giornata   |
| ------------- | ----------- | ------------- |
| ASEC Mimosas  | 0 - 0       | Motema Pembe  |
| Diables Noirs | 3 - 0       | Rivers Utd    |
| 2ª giornata   |             |               |
| Rivers Utd    | 3 - 0       | ASEC Mimosas  |
| Motema Pembe  | 0 - 0       | Diables Noirs |
| 3ª giornata   |             |               |
| Motema Pembe  | 0 - 1       | Rivers Utd    |
| ASEC Mimosas  | 2 - 0       | Diables Noirs |
| 4ª giornata   |             |               |
| Rivers Utd    | 3 - 1       | Motema Pembe  |
| Diables Noirs | 0 - 1       | ASEC Mimosas  |
| 5ª giornata   |             |               |
| Rivers Utd    | 2 - 2       | Diables Noirs |
| Motema Pembe  | 1 - 2       | ASEC Mimosas  |
| 6ª giornata   |             |               |
| Diables Noirs | 0 - 0       | Motema Pembe  |
| ASEC Mimosas  | 1 - 0       | Rivers Utd    |

### Gruppo C

#### Classifica
| Pos. | Squadra   | P  | G | V | N | P | GF | GS | DR  |
| ---- | --------- | -- | - | - | - | - | -- | -- | --- |
| 1.   | FAR Rabat | 14 | 6 | 4 | 2 | 0 | 14 | 4  | +10 |
| 2.   | Pyramids  | 11 | 6 | 3 | 2 | 1 | 11 | 5  | +6  |
| 3.   | ASKO Kara | 4  | 6 | 1 | 1 | 4 | 6  | 14 | -8  |
| 4.   | Future    | 4  | 6 | 1 | 1 | 4 | 4  | 12 | -8  |

#### Risultati
| Squadra 1   | Risultato   | Squadra 2   |
| 1ª giornata | 1ª giornata | 1ª giornata |
| ----------- | ----------- | ----------- |
| Pyramids    | 2 - 2       | FAR Rabat   |
| ASKO Kara   | 0 - 3*      | Future      |
| 2ª giornata |             |             |
| Future      | 1 - 1       | Pyramids    |
| FAR Rabat   | 5 - 1       | ASKO Kara   |
| 3ª giornata |             |             |
| FAR Rabat   | 2 - 0       | Future      |
| Pyramids    | 1 - 0       | ASKO Kara   |
| 4ª giornata |             |             |
| ASKO Kara   | 1 - 4       | Pyramids    |
| Future      | 0 - 3*      | FAR Rabat   |
| 5ª giornata |             |             |
| Future      | 0 - 3*      | ASKO Kara   |
| FAR Rabat   | 1 - 0       | Pyramids    |
| 6ª giornata |             |             |
| ASKO Kara   | 1 - 1       | FAR Rabat   |
| Pyramids    | 3 - 0*      | Future      |

- a tavolino

### Gruppo D

#### Classifica
| Pos. | Squadra        | P  | G | V | N | P | GF | GS | DR |
| ---- | -------------- | -- | - | - | - | - | -- | -- | -- |
| 1.   | Young Africans | 13 | 6 | 4 | 1 | 1 | 9  | 4  | +5 |
| 2.   | Monastir       | 13 | 6 | 4 | 1 | 1 | 8  | 4  | +4 |
| 3.   | Real Bamako    | 5  | 6 | 1 | 2 | 3 | 6  | 10 | -4 |
| 4.   | TP Mazembe     | 3  | 6 | 1 | 0 | 5 | 5  | 10 | -5 |

#### Risultati
| Squadra 1      | Risultato   | Squadra 2      |
| 1ª giornata    | 1ª giornata | 1ª giornata    |
| -------------- | ----------- | -------------- |
| TP Mazembe     | 3 - 1       | Real Bamako    |
| Monastir       | 2 - 0       | Young Africans |
| 2ª giornata    |             |                |
| Young Africans | 3 - 1       | TP Mazembe     |
| Real Bamako    | 1 - 1       | Monastir       |
| 3ª giornata    |             |                |
| Real Bamako    | 1 - 1       | Young Africans |
| TP Mazembe     | 0 - 2       | Monastir       |
| 4ª giornata    |             |                |
| Monastir       | 1 - 0       | TP Mazembe     |
| Young Africans | 2 - 0       | Real Bamako    |
| 5ª giornata    |             |                |
| Young Africans | 2 - 0       | Monastir       |
| Real Bamako    | 2 - 1       | TP Mazembe     |
| 6ª giornata    |             |                |
| Monastir       | 2 - 1       | Real Bamako    |
| TP Mazembe     | 0 - 1       | Young Africans |

## Fase a eliminazione diretta

### Tabellone
|  | Quarti di finale | Quarti di finale | Quarti di finale | Quarti di finale | Quarti di finale |  |  | Semifinali      | Semifinali      | Semifinali      | Semifinali      | Semifinali |   |   | Finale         | Finale         | Finale | Finale | Finale |  |
|  |                  |                  |                  |                  |                  |  |  |                 |                 |                 |                 |            |   |   |                |                |        |        |        |  |
|  | Rivers Utd       | Rivers Utd       | 0                | 0                | 0                |  |  |                 |                 |                 |                 |            |   |   |                |                |        |        |        |  |
|  | Young Africans   | Young Africans   | 2                | 0                | 2                |  |  | Young Africans  | Young Africans  | 2               | 2               | 4          |   |   |                |                |        |        |        |  |
|  | Pyramids         | Pyramids         | 1                | 0                | 1                |  |  | Marumo Gallants | Marumo Gallants | 0               | 1               | 1          |   |   |                |                |        |        |        |  |
|  | Marumo Gallants  | Marumo Gallants  | 1                | 1                | 2                |  |  |                 |                 |                 |                 |            |   |   | Young Africans | Young Africans | 1      | 1      | 2      |  |
|  | Monastir         | Monastir         | 0                | 0                | 0                |  |  |                 |                 | USM Alger (gfc) | USM Alger (gfc) | 2          | 0 | 2 |                |                |        |        |        |  |
|  | ASEC Mimosas     | ASEC Mimosas     | 0                | 2                | 2                |  |  | ASEC Mimosas    | ASEC Mimosas    | 0               | 0               | 0          |   |   |                |                |        |        |        |  |
|  | USM Alger        | USM Alger        | 2                | 2                | 4                |  |  | USM Alger       | USM Alger       | 0               | 2               | 2          |   |   |                |                |        |        |        |  |
|  | FAR Rabat        | FAR Rabat        | 0                | 3                | 3                |  |  |                 |                 |                 |                 |            |   |   |                |                |        |        |        |  |

### Quarti di finale
| Squadra 1  | Totale | Squadra 2       | Andata | Ritorno |
| ---------- | ------ | --------------- | ------ | ------- |
| Rivers Utd | 0 - 2  | Young Africans  | 0 - 2  | 0 - 0   |
| Pyramids   | 1 - 2  | Marumo Gallants | 1 - 1  | 0 - 1   |
| Monastir   | 0 - 2  | ASEC Mimosas    | 0 - 0  | 0 - 2   |
| USM Alger  | 4 - 3  | FAR Rabat       | 2 - 0  | 2 - 3   |

### Semifinali
| Squadra 1      | Totale | Squadra 2       | Andata | Ritorno |
| -------------- | ------ | --------------- | ------ | ------- |
| Young Africans | 4 - 1  | Marumo Gallants | 2 - 0  | 2 - 1   |
| ASEC Mimosas   | 0 - 2  | USM Alger       | 0 - 0  | 0 - 2   |

### Finale
| Squadra 1      | Totale      | Squadra 2 | Andata | Ritorno |
| -------------- | ----------- | --------- | ------ | ------- |
| Young Africans | 2 - 2 (gfc) | USM Alger | 1 - 2  | 1 - 0   |